# John Carter (editor de cinema)
John Neares Carter (22 de setembre de 1922 - 13 d'agost de 2018) va ser un editor de cinema estatunidenc. Va ascendir als rangs de CBS a The Ed Sullivan Show, convertint-se en el primer editor de cinema afroamericà a ser emprat per la cadena de televisió de Nova York. Durant els últims quatre dels seus dotze anys a la CBS, va ser l'editor de pel·lícules supervisor de la guardonada unitat de documentals, Eye On New York. John va deixar CBS per formar la seva pròpia empresa John Carter Associates, Inc.

## Vida personal
John va néixer a Newark, Nova Jersey, fill de William i Marie Carter el 22 de setembre de 1922. Va ser el tercer de quatre fills. La seva família es va traslladar a Asbury Park (Nova Jersey) el 1927. Va ser un atleta dels equips de bàsquet, futbol i pista de l'Asbury Park High School, i un àvid nedador durant els mesos d'estiu al llarg de la costa de Jersey. Va ser membre del temple baptista de Mt. Pisgah, on va actuar en obres religioses dirigides pel seu pare. El 1943 va ser reclutat per l'exèrcit dels Estats Units. Va servir a Europa durant la Segona Guerra Mundial com a sergent d'estat major i va guanyar la Medalla del Soldat al Valor, Medalla del Servei Americà, Medalla de la Victòria de la Segona Guerra Mundial, Medalla del Servei Europeu d'Orient Mitjà africà i Medalla de la Bona Conducta.
Després de la seva baixa honorable el 1946, John es va formar a l'New York Institute of Photography i al Brooklyn Institute of Motion Picture Production. Quan es va graduar, va entrar a un programa d'aprenentatge al Signal Corps Pictorial Center per a l'edició de pel·lícules. Durant aquest temps, va conèixer l'amor de la seva vida Carole en un ball a Harlem a l'Hotel Theresa a l'últim pis del Skyline Ballroom. Es van casar el 22 d'agost de 1954 a Idlewild, Michigan. Van tenir 3 fills i 6 nit.
Va morir a la seva casa de White Plains (Nova York) el 13 d'agost de 2018, als 95 anys.

## Carrera
El 1956 John va abandonar el Cos de Senyals i va ser contractat per CBS-TV, convertint-se en el primer editor de cinema afroamericà a ser emprat per la televisió de la xarxa a Nova York. Durant els últims quatre dels seus dotze anys a la CBS, va ser l'editor de pel·lícules supervisor de la guardonada unitat de documentals, Eye On New York. El 1968, John va deixar CBS per formar la seva pròpia companyia John Carter Associates, Inc. La seva primera pel·lícula va ser "Paper Lion", sobre George Plimpton i protagonitzada per Alan Alda. Després va treballar en moltes altres pel·lícules, inclòs el documental "King: A Filmed Record...Montgomery to Memphis," l'any 1970 que va ser nominat a l'Oscar a la millor pel·lícula documental. També va ser l'editor de la pel·lícula original “Solomon Northup's Odyssey”, dirigida per Gordon Parks que més tard es va convertir en una pel·lícula anomenada “12 anys d'esclavitud”. En John ha estat mentor de molts cineastes joves i ha treballat amb molts directors destacats com Tyler Perry, Tim Story, Bill Duke, John G. Avildsen, Elaine May i George Tillman Jr. per citar-ne només alguns. El 1984, va fer el seu únic esforç com a director, Zombie Island Massacre, una pel·lícula slasher ambientada en una illa del Carib.
Carter va ser el primer afroamericà a unir-se a la societat American Cinema Editors.
El 1972, va rebre una nominació al Premi BAFTA al millor muntatge per Vull volar de Miloš Forman.

## Filmografia
- Paper Lion (1968)
- Cotton Comes to Harlem (1970)
- King: A Filmed Record... Montgomery to Memphis (1970)
- Vull volar (1971)
- El trencacors (1972)
- I Could Never Have Sex with Any Man Who Has So Little Regard for My Husband (1973)
- Mikey and Nicky (1976)
- Between the Lines (1977)
- The Formula (1980)
- Cold River (1982)
- Zombie Island Massacre (1984)
- Solomon Northup's Odyssey (1984)
- The Killing Floor (1985)
- Moments Without Proper Names (1987)
- Escola de joves rebels (1989)
- Karate Kid 3 (1989)
- The Five Heartbeats (1991)
- Boomerang (1992)
- The Cemetery Club (1993)
- Sister Act 2: Back in the Habit (1993)
- Friday (1995)
- Fins que la mort ens separi (1996)
- Set It Off (1996)
- Soul Food (1997)
- The Wood (1999)
- 3 Strikes (2000)
- Men of Honor (2000)
- Barbershop (2002)
- Johnson Family Vacation (2004)
- Madea's Family Reunion (2006)
- Shortcut to Happiness (2007)